# Tara
Tara  (лат.) — род аранеоморфных пауков из подсемейства Amycinae в семействе пауков-скакунов (Salticidae). В роде три вида, два из которых обитают на континенте Австралии, в штате Новый Южный Уэльс и один вид распространён только на острове Лорд-Хау.

## История
Первооткрывателями рода были George и Elizabeth Peckham, которые описали его в 1886 году. Типовым видом является Tara anomala, которого описал и дал название Atrytone anomala Евгений фон Кайзерлинг в 1882 году.

## Виды
- Tara anomala (Keyserling, 1882) — Новый Южный Уэльс typus
- Tara gratiosa (Rainbow, 1920) — Лорд-Хау
- Tara parvula (Keyserling, 1883) — Новый Южный Уэльс